# Johan Persson (ballerino)
Johan Persson (1971) è un ex ballerino e fotografo svedese. Prima di diventare fotografo di scena, è stato primo ballerino del National Ballet of Canada e del Royal Ballet.

## Biografia
Figlio di un consulente aziendale, Johan Persson trascorse l'infanzia nella natia Svezia, Inghilterra, Stati Uniti e Canda. Iniziò a studiare danza a cinque anni nel Kent e, di ritorno in Svezia, portò avanti la sua formazione all'Accademia del Balletto Reale Svedeze per nove mesi, durante i quali danzò con la compagnia in piccoli ruoli. All'età di 12 anni si trasferì con la famiglia in Minnesota, vicino al confine canadese; dopo aver fatto un'audizione, il dodicenne Persson fu ammesso alla Scuola del National Ballet of Canada, con cui proseguì gli studi secondo il metodo Cecchetti.
All'età di diciotto anni fu scritturato dal National Ballet of Canada, all'epoca diretto da Reid Anderson, diventandone primo ballerino. Con la compagnia danzò ruoli di rilievo come Albrecht in Giselle (Wright), Petrucchio ne La bisbetica domata (Cranko), Rubini in Jewels (Balanchine) e numerose coreografie di Kenneth MacMillan, William Forsythe e Jiří Kylián, danzando anche nelle prime di balletti di John Neumeier e Glen Tetley. Nel 1999 Sir Anthony Dowell, direttore del Royal Ballet e grande esperto dell'opera di Frederick Ashton, collaborò con la compagnia in occasione della prima canadese di due balletti di Ashton, A Month in the Country e The Dream. Persson e la futura moglie Jaimier Tapper, prima solista della compagnia, fecero colpo su Dowell che, dopo un'audizione, offrì loro di unirsi al Royal Ballet.
Mentre Tapper si trasferì subito a Londra, Persson rimase in Canada per un altro anno fino al termine del contratto con il National Ballet of Canada. Inizialmente avrebbe dovuto unirsi al Royal Ballet in qualità di primo solista, ma dopo l'addio alle scene di Bruce Sansom, Persson fu scritturato dal Covent Garden direttamente come primo ballerino della compagnia. Nei suoi due anni come étoile del Royal Ballet il suo repertorio includeva i ruoli di Colas ne La fille mal gardée (Ashton), Tirrenio in Ondine (Ashton), Mercuzio in Romeo e Giulietta (MacMillan), Siegfried ne Il lago dei cigni (Dowell), il Principe ne Lo schiaccianoci (Wright), Albrecht in Giselle (Wright) e Lensky in Onegin (Cranko).
Un infortunio al ginocchio nel 2002 pose fine alla sua carriera come ballerino. Interessato alla fotografia dall'adolescenza, Persson fu ingaggiato dal Royal Ballet come fotografo di scena e nel 2003 pubblicò un libro illustrato sulla compagnia, Royal Ballet: 161 Images. Da allora ha lavorato esclusivamente come fotografo di scena, affermandosi come uno dei maggiori e più prolifici fotografi sulle scene londinesi, dove ha collaborato con teatri di alto profilo come il National Theatre, la Donmar Warehouse e molti Teatri del West End.

## Libri (parziale)
- The Royal Ballet: 161 Images, Oberon Books, 2003. ISBN  978-1840023749
- Pas De Deux: The Royal Ballet in Pictures, Oberon Books, 2007. ISBN 978-1840027778
- A Decade at the Donmar: 2002-2012, Oberon Books, 2012. ISBN 978-1780335445